# Драм (мера за тежину)
Драм (грч. drachme, тур. dirhem) је стара турска јединица за масу ван СИ система. Један драм је 1/400 оке, тачније 3,207 g.

## Дефиниција
Вук Караџић у првом издању Српског рјечника (1818) дефинише драм као 1/400 оке, односно онолико колико је тежак један царски дукат. Оловна куглица исте масе називала се драмлија.

## Употреба
Најчешће се користи за изражавање масе племенитих метала. Осам драма чини једну унцу.